# Xingqiao (köpinghuvudort i Kina, Jiangxi Sheng, lat 27,14, long 114,87)
Xingqiao är en köpinghuvudort i Kina. Den ligger i provinsen Jiangxi, i den sydöstra delen av landet, omkring 200 kilometer sydväst om provinshuvudstaden Nanchang. Antalet invånare är 21 804. Befolkningen består av 10 542 kvinnor och 11 262 män. Barn under 15 år utgör 23,0 %, vuxna 15-64 år 68 %, och äldre över 65 år 7,0 %.
Runt Xingqiao är det ganska tätbefolkat, med 124 invånare per kvadratkilometer. Närmaste större samhälle är Ji'an, 10,7 km öster om Xingqiao. Trakten runt Xingqiao består till största delen av jordbruksmark.
Genomsnittlig årsnederbörd är 2 038 millimeter. Den regnigaste månaden är maj, med i genomsnitt 329 mm nederbörd, och den torraste är oktober, med 26 mm nederbörd.